# Главно командване на Кригсмарине
Главното командване на Кригсмарине (на немски: Oberkommando der Marine), известно още като OKM е най-висшата част от командната структура на Кригсмарине (Военноморските сили) на Третия райх, през Втората световна война.
Създадено е на 1 юни 1935 г. в хода на реорганизацията на морското управление. Командването е с разклонена структура, всяка от която осъществява управление по определено направление в развитието на ВМС.

## Главнокомандващи Военноморския флот
- Гросадмирал Ерих Редер (24 септември 1928 – 30 януари 1943)
- Гросадмирал Карл Дьониц (30 януари 1943 – 1 май 1945)
- Генерал-адмирал Ханс-Георг фон Фридебург (1/8 май 1945)
- Генерал-адмирал Валтер Варцеха (23 май – 22 юли 1945)

Флаг на главното командване на Кригсмарине:
- Използван в периода 7 ноември 1935 до 30 март 1939 г.
- Използван в периода 1 февруари 1943 до 9 май 1945 г.

## Началници на Генералния щаб на Кригсмарине
- Генерал-адмирал Ото Шнишинд (юни 1941 – юли 1944)
- Вицеадмирал Курт Фрике (13 юни 1941 – 20 февруари 1943)
- Адмирал Вилхелм Майсел (21 фрвруари 1943 – 30 април 1944)